# Робер II ди Геклен
Робер II ди Геклен (око 1290–1353), био је бретонски витез, господар скромног замка Мот Брона, код Динана, и отац чувеног француског констабла Бертрана V ди Геклена. Отац му је био Вилијам I ди Геклен, а мајка Жолијен де Бомонт де Гите.
Оженио се младом Жаном де Малесмаинс, кћерком господара Санса, В'е-Виа-на-Квенону и Сасеа, Фулка Макесмаинса из породице Фужер из Рена. Венчање је одржано у Динану.
Због Бертранове ружноће чак и Робер и Жана су га презирали, давали су предност његовој млађој браћи, а Робер му није дозвољавао да тренира витештво, ипак, Бертран је био довољно спретан за витеза. То се показало 4. јуна 1337. године у на витешком турниру у Рену, када је Бертран победио све противнике, и ако му је оклоп био у лошем стању, а кацига му је потпуно прекривала лице. Када је на мегдан изашао последњи витез, Робер, Бертран је подигао копље, у знак поштовања према свом оцу и одустао од даље борбе. Тада је скинуо кацигу. Робер је био јако поносан на свог сина и више га није мрзео.
Робер је, од 1345. године, учествовао у Рату за бретонско наслеђе на страни Шарла де Блоа, јер га је овај, заједно са Бертраном, подмитио поклонивши му богат град Ла-Рош, а Бертрану титулу наредника у својој војсци.
Деца Робера и Жане су била:
1. Бертран ди Геклен (око 1320–1380)
2. Оливер ди Геклен (†1400/1403), гроф Лонгвила и Мот Брона.
3. Вилијам II ди Геклен († после 1366), учествовао је у Рату за бретонско наслеђе у служби грофа Бомонта.
4. Робер III ди Геклен, учествовао је у Рату за братонско наслеђе, али се пре краја рата повукао у миран живот.
5. Жолијен ди Геклен (†1404), на почетку рата побегла у Понторсон, где је остала до око 1355. године, када се замонашила.
6. Лујза ди Геклен или Луает је на почетку рата побегла у Понторсон, а 1350. године се удала за витеза Пјера де Фурнуа.
7. Жана ди Геклен, на почетку рата је побегла у Понторсон
8. Колет ди Геклен, на почетку рата је побегла у Понторсон и касније се удала за господара града Сен-Жана
9. Агата ди Геклен, на почетку рата је побегла у Понторсон и касније се замонашила
10. Клементија ди Геклен, на почетку рата побегла у Понторсон, где се удала за Раула од Боушама, који је умро 1364. године, а од 1371. године била је супруга Фралина де Хассона.

## Породично стабло
|  |                       |  |  |  |  |  |  |  |  |  |  |  |  |  |  |  |
|  | 2.                    |  |  |  |  |  |  |  |  |  |  |  |  |  |  |  |
|  |                       |  |  |  |  |  |  |  |  |  |  |  |  |  |  |  |
|  |                       |  |  |  |  |  |  |  |  |  |  |  |  |  |  |  |
|  | 1. Робер II ди Геклен |  |  |  |  |  |  |  |  |  |  |  |  |  |  |  |
|  |                       |  |  |  |  |  |  |  |  |  |  |  |  |  |  |  |
|  |                       |  |  |  |  |  |  |  |  |  |  |  |  |  |  |  |
|  | 3.                    |  |  |  |  |  |  |  |  |  |  |  |  |  |  |  |
|  |                       |  |  |  |  |  |  |  |  |  |  |  |  |  |  |  |
|  |                       |  |  |  |  |  |  |  |  |  |  |  |  |  |  |  |